# جيرلاكوس مويس
جيرلاكوس مويس (بالهولندية: Gerlacus Moes)‏ (10 أغسطس 1902 – 23 أبريل 1965) هو سبّاح هولندي راحل، مثّل بلاده في الألعاب الأولمبية الصيفية 1924.

## روابط خارجية
جيرلاكوس مويس على موقع الاتحاد الدولي للسباحة (الإنجليزية)
- جيرلاكوس مويس على موقع أوليمبيديا (الإنجليزية)